# Eupithecia columbiata
Eupithecia columbiata är en fjärilsart som beskrevs av Dyar 1904. Eupithecia columbiata ingår i släktet Eupithecia och familjen mätare. Inga underarter finns listade i Catalogue of Life.